# Marie Régnier
Marie Régnier, née le 11 juillet 1840 à Paris où elle est morte le 18 mars 1887, est une écrivaine française, amie et correspondante de Gustave Flaubert.
Elle écrivait sous le nom de plume de Daniel Darc.

## Biographie
Née Marie-Sidonie Serrure, elle épouse en 1861 le médecin Raoul-Emmanuel Régnier et s'installe avec lui à Mantes-la-Jolie, jusqu'en 1881,.
Elle débute sous le pseudonyme de Daniel Darc en septembre 1878, lorsque sa comédie Les Rieuses est jouée au théâtre du Vaudeville à Paris.
Elle donne régulièrement des chroniques au Figaro. Son Petit Bréviaire du Parisien et sa Sagesse de poche rassemblent pensées et aphorismes.

## Œuvre[1]
- Un duel de salon (1867), manuscrit non publié (cité par Gustave Flaubert dans sa correspondance[5])
- Les Rieuses, comédie en un acte, créée le 27 septembre 1878, au théâtre du Vaudeville[6]
- Revanche posthume (1878)
- La Princesse Méduse (1880), conte illustré par Félix et Frédéric Régamey

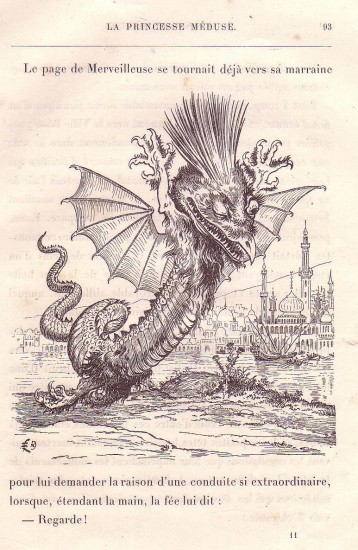
Illustration par Félix et Frédéric Régamey du livre de Daniel Darc, La Princesse Méduse (Paris, 1880)

- Les Folies de Valentine, comédie en un acte, créée 13 avril 1880 au théâtre du Gymnase
- Le Péché d'une vierge (1881)
- La Couleuvre (1882)
- Petit Bréviaire du Parisien, dictionnaire humoristique (1883)
- Voilà l'plaisir, Mesdames ! (1883), nouvelles
- Voyage autour du bonheur (1884)
- Canifs et Contrat (1884), nouvelles
- Sagesse de poche, maximes et pensées (1885)
- Une aventure d'hier (1870) (sous le pseudonyme Daniel Darcey) (Paul Ollendorff, 1885)
- Joyeuse Vie. Polygamie parisienne (1886)
- Les Femmes inquiétantes et Les Maris comiques. Suivis de Les Anges du foyer, illustré par Godefroy (1886)